# Vestervang Kirke (Viborg)
 For alternative betydninger, se Vestervang Kirke. (Se også artikler, som begynder med Vestervang Kirke)
Vestervang Kirke blev bygget i 1970 og var den første kirke med tilhørsforhold til Folkekirken, som blev bygget i Viborg efter Reformationen. Den er sognekirke i Vestervang Sogn, som i 1970 blev udskilt fra Viborg Domsogn.

## Kirkens ydre
Kirken er tegnet af arkitekterne Poul Erik Jensen og Henning Klok, Viborg. Selve kirkebygningen er et enkelt hus præget af en høj tagkonstruktion. Tårnet er en fritstående kampanile. Kirken udgør sydfløjen i et bygningskompleks, som rummer mødelokaler samt kontorer for kirkens funktionærer. Vestervang Kirke gennemgik i 2007-8 en større renovering, hvorunder sidebygningerne blev udvidet, således at de nu sammen med kirken udgør en stor lukket firkant, som omslutter en gårdhave.

## Kirkens indre
Kirkens indre domineres af en stor og meget farverig abstrakt glasmosaik i østgavlen. Mosaikken er udført af Mogens Jørgensen. Alterbord, prædikestol og døbefont er tegnet af kirkens arkitekter og udført i bornholmsk granit. En stor del af kirkens udsmykning, herunder et kors med indfattede bjergkrystaller, som er ophængt over alterbordet, er udført af sølvsmedene Helga og Bent Exner. Orglet er fra 1978 og er fremstillet af orgelbyggerfirmaet Marcussen & Søn, Aabenraa. Det har to manualer og er på 18 stemmer. I kirkerummets "sideskib" findes et keramisk krucifiks fremstillet af keramikeren Gudrun Meedom Bæch. I koret findes desuden et mindre kors i træ, en foræring fra en sognebeboer, som har hjemført det fra Det hellige Land. I gårdhaven ses en stor granitskulptur (madonna?) lavet af billedhuggeren Jørgen Glud.

## Galleri
- Vestervang Kirkes indre.
- Vestervang Kirkes alterparti.
- Prædikestolen.
- Døbefonten.